# ویرگول
ویرگول ، (به فرانسوی: virgule) یا درنگ‌نما و یا بر اساس معادل آن در انگلیسی کاما (به انگلیسی: comma)، نوعی نشانهٔ سجاوندی است که کاربرد اصلیِ آن جداسازی جمله‌های ساده یا بندها است. در زبان انگلیسی و گاهی در زبان فارسی، برای جداسازی اجزای فهرست‌ها نیز به‌کار می‌رود. به سبب برخی تفاوت‌ها میان فارسی و انگلیسی، کارکرد ویرگول فارسی و کامای انگلیسی اندکی تفاوت دارد؛ اما برخلاف تصور عموم، ویرگول هرگز در نقش علامت سکون عمل نمی‌کند؛ بنابراین هرگاه در جمله‌ای در جایی برای پرهیز از ابهام لازم است درنگ صریحاً نشان داده شود، باید از علامت سکون و نه ویرگول استفاده کرد. کارکردهای اصلیِ ویرگول در زبان فارسی در اکثر موارد مشابه کارکرد آن در انگلیسی است. برای همخوانی با خط فارسی که از راست به چپ نوشته می‌شود، ویرگول را در فارسی ۱۸۰ درجه در جهت ساعت‌گرد نسبت به همتای لاتینی (,) خود چرخانده‌اند.

از ویرگول فارسی (،) یا لاتین (,) نباید برای دسته‌بندی ارقام عدد فارسی استفاده کرد. به جای آن باید از نویسهٔ جدا کننده‌ی هزارگان (٬) استفاده شود.

## کاربردها
- جداسازی اجزای فهرست‌ها: در زبان انگلیسی، برای جداسازی اجزای هر فهرست، بین هر جزء ویرگول می‌نهند و قبل از آخرین جزء یک ویرگول و یک «و» می‌گذارند. این ویرگول آخر به ویرگول آکسفوردی مشهور است؛ مثلاً، می‌گویند: «از نویسنده، کارگردان، و تهیه‌کننده تشکر می‌کنم». در قرن اخیر، بر اثر ترجمه‌های نادرست، این سبک وارد زبان فارسی هم شده‌است، اما به رغم گذشت مدتی طولانی از آن هنوز مردم در زبان گفتار از این سبک استفاده نمی‌کنند؛ مثلاً، در فارسی می‌گوییم: «رنگ‌های به‌کاررفته در این اثر عبارت‌اند از آبی و قرمز و زرد» و آن را این‌طور می‌خوانیم: «آبیُ قرمزُ زرد». سبک اصیل دیگر فارسی به این صورت است: «رنگ‌های به‌کاررفته در این اثر عبارت‌اند از آبی، قرمز، زرد». اما سبک ویرگول انگلیسی در نوشتار فارسی هم رسوخ کرده‌است؛ مثلاً، می‌نویسیم: هوای شهرهای تهران، مشهد، سمنان، گرگان، و شاهرود امروز آفتابی است. این سبک اخیر بر اثر جاافتادن دیگر غلط نیست، اما اصالتی هم ندارد و دو سبک اصیل فارسی ارجح‌اند زیرا هم در نوشتار کهن به کار رفته‌اند و هم در زبان گفتار همین امروز مردم چنین سخن می‌گویند. ابوالحسن نجفی، نویسندهٔ کتاب غلط ننویسیم، نمونه‌هایی از هر دو سبک اصیل فارسی را در کتاب خود آورده‌است که در ادامه به چند نمونه اشاره می‌شود:[۲]

دستهٔ نخست
1. من در همهٔ زمین پارسی‌گویان شهری نیکوتر و جامع‌تر و آبادان‌تر از اصفهان ندیدم.
2. مأمون حلیم و در علم و فضل و مروت یگانهٔ روزگار بود.
3. هر کجا خرد و دانش بود آنجا دوازده چیز گرد آید: ادب و عفّت و پرهیز و امانت و راستی و شرم و رحمت و نیکویی و وفا و صبر و مدارا و حلم.
4. آن پسر در کشتی نشست با وزیری و ندیمی و حاجبی[پانویس ۱] و غلامی و کنیزکی و طباخی و شراب‌داری و مطربی و سگی و سگبان
5. باید که در بند آن باشی که خلق را از دنیا به آخرت خوانی و از معصیت به طاعت و از حرص به زهد و از بخل به سخا و از ریا به اخلاص و از کبر به تواضع و از غفلت به بیداری و از غرور به تقوا
6. همان شب سیّد را به خواب دیدم که می‌آمد بر اسبی تازی نشسته و حلّه‌ای از نور پوشیده و تاجی از نور بر سر نهاده و قضیبی[پانویس ۲] از نور در دست گرفته و نعلینی[پانویس ۳] از نور در پا کرده
7. زلف آشفته و خوی کرده و خندان‌لب و مست…
8. شیدا از آن شدم که نگارم چو ماه نو / ابرو نمود و جلوه‌گری کرد و رو ببست
9. نه تو گفتی که به جای آرم و گفتم که نیاری / عهد و پیمان و وفاداری و دلبندی و یاری

دستهٔ دوم
1. از گوشهٔ خانه بُرنایی بیرون آمد نیکولقا، نیکوجامه، با بوی خوش.
2. غلامکی دیدم سیاه، بند بر پای نهاده، دست‌ها در زنجیر بسته، غل بر گردن نهاده.
3. من دیر می‌جویم این حرامزاده‌ای است از این مفسدی، شریری، شب‌روی، مطرودی، خداناترسی و فتنه‌انگیزی، که در همهٔ بغداد مثلش نیست.
4. هر کسی به چیزی می‌نازد: گروهی به دنیا، گروهی به عقبا، گروهی به درجات، گروهی به حسنات.
5. پنج چیز دیگر طبعی است: یکی وفا نکردن، دیگر مدارا کردن، سه دیگر تواضع کردن، چهارم سخاوت کردن، پنجم راست گفتن.
6. اگر ذره‌ای تو را معلوم بودی هرگز نه از غزل تو را یاد آمدی، نه از سلطان، نه از زن، نه از فرزند، نه از خوان، نه از جان، نه از مال.
7. گندم تا نان شود بر دست چندین خلق گذر کند. هرکس صفت خویش بر او می‌نماید. یکی گندم پاک کند، یکی آرد کند، یکی خمیر کند، یکی نواله[پانویس ۴] کند، یکی پنهان کند، یکی در تنور بندد، نان تمام بر دست او شود.
8. سوز دل، اشک روان، آه سحر، نالهٔ شب / این همه از نظر لطف شما می‌بینم
9. بازپرسید ز گیسوی شکن‌درشکنش / کاین دل غمزده، سرگشته، گرفتار کجاست؟ (دو جور می‌توان خواند)[۳]

- جداسازی جمله‌واره‌ها یا فراکردها: گاهی کل جمله شامل یک جملهٔ مستقل و یک جملهٔ وابسته است. هر گاه جملهٔ وابسته نخست بیاید، باید پس از آن ویرگول نهاد، ولی اگر جملهٔ مستقل اول بیاید دیگر ویرگول نیاز نیست. مثال: ۱) پس از این‌که ظرف‌ها را شستم، به رختخواب رفتم. ۲) وقتی از سفر برگردم، به کارهای عقب‌مانده رسیدگی می‌کنم. ۳) اگر باران نبارد، خشک‌سالی می‌شود. ۴) شاه اسماعیل که به قدرت رسید، تشیع را مذهب رسمی اعلام کرد (دقت کنید که گاهی قیدها صریح نیستند و با توجه به معنای جمله مشخص می‌شوند؛ مثلاً در همین جمله «وقتی که» به «که» فروکاهیده شده‌است). ۵) چون خوب مطالعه کرده بودم، بدون نگرانی امتحان دادم.

چنان‌که گذشت، اگر جملهٔ مستقل اول بیاید، دیگر ویرگول نیاز نیست؛ مثلاً، مورد سوم را این‌طور هم می‌توان نوشت: خشک‌سالی می‌شود اگر باران نبارد (پس از «می‌شود» ویرگول نباید بیاید). و مورد چهارم: بدون نگرانی امتحان دادم چون خوب مطالعه کرده بودم. با این حال، بسیاری از فارسی‌زبانان عادت کرده‌اند قبل از «چون» یا «زیرا» ویرگول یا نقطه‌ویرگول بنهند، اما این کار ضرورتی ندارد.
گاهی میان دو جملهٔ مستقل هم باید ویرگول نهاد، مخصوصاً که جملات با قیدهایی چون «اما» و «وگرنه» و «نه» و «و» جدا شوند. مثال: ۱) او به سفر رفت، اما نتوانست زود برگردد. ۲) او همچنان سرگرم زندگی خویش بود، و این در حالی بود که من لحظه‌ای از او غافل نبودم. ۳)دکمه را نفشار، وگرنه بمب منفجر خواهد شد.
اگر جملات خیلی کوتاه باشند، ویرگول ضرورتی ندارد. مثال: خوب است اما بیشتر تلاش کن. در این جمله، اگر پس از «اما» ویرگول بنهیم، غلط نیست، اما ضرورتی هم ندارد.
- جداسازی برخی قیدها: اگر قیدی اول جمله بیاید، باید پس از آن ویرگول نهاد. قیدهایی چون «بنابراین» و «از این رو» و «به عبارت دیگر» و «به همین ترتیب» و «به نظر من» از این قبیل‌اند. اگر قید در وسط جمله قرار گیرد، باید قبل و بعد از آن ویرگول قرار گیرد. یک راه تشخیص درستی یا نادرستی مکان ویرگول این است که، اگر قید را کلاً از جمله حذف کنیم، باز هم جمله از نظر دستوری (و نه لزوماً معنایی) درست است.
- پس از منادا. مثال: خدایا، گناهانم را ببخشای.
- جداسازی جملات توضیحی: هرجا کلمه یا عبارتی به عنوان توضیح در ضمن جمله یا عبارتی دیگر آورده شود باید قبل و بعد آن ویرگول نهاد. مثال: ۱) خواجه نصیرالدین، چنان‌که در شرح حالش آمده، حدود سه دهه از عمر خود را در نزد اسماعیلیان به‌سر برده‌است. در این جمله «چنان‌که در شرح حالش آمده» عبارتی توضیحی است و با حذف آن جمله باز هم درست است: «خواجه نصیرالدین حدود سه دهه از عمر خود را در نزد اسماعیلیان به‌سر برده‌است». ۲) کندی، رئیس‌جمهور آمریکا، در دالاس تگزاس ترور شد. باز هم اگر عبارت بین دو ویرگول حذف شود جمله درست است: «کندی در دالاس تگزاس ترور شد». به یاد داشته باشید که استفاده نکردن از ویرگول بهتر از استفادهٔ غلط از آن است؛ مثلاً، اگر بنویسیم «کندی، رئیس‌جمهور آمریکا در دالاس تگزاس ترور شد»، کاملاً غلط است. دقت کنید که گاهی ممکن است بعد از «که» یا «و» هم ویرگول بیاید. مثال: «او می‌دانست مغولان به پیش‌گویی‌های خرافی اعتقاد شدیدی دارند و، از این رو، با کیاستی که داشت، تلاش کرد از همین نقطه‌ضعفِ خان مغول بهره ببرد و در او نفوذ کند». در این جمله «از این رو» قید است. پس، یا باید قبل و بعد آن حتماً ویرگول گذاشت یا اصلاً نگذاشت؛ بنابراین، «و از این رو،» غلط است چون ویرگول بعد از «و» افتاده‌است.
- برخی می‌گویند در جایی که ممکن است خواننده کلمات را با کسرهٔ اضافه بخواند یا دو کلمه شبیه هم باشند باید ویرگول نهاد،[۴] اما این غلط است. در این مواقع، باید از راه‌های دیگری ابهام را رفع کرد، نه این‌که به غلط ویرگول نهاد. مثال: استاد، غلامحسین یوسفی را ادیبی برجسته معرفی کرد. این جمله غلط است. می‌توان نوشت: غلامحسین یوسفی را استاد ادیبی برجسته معرفی کرد.

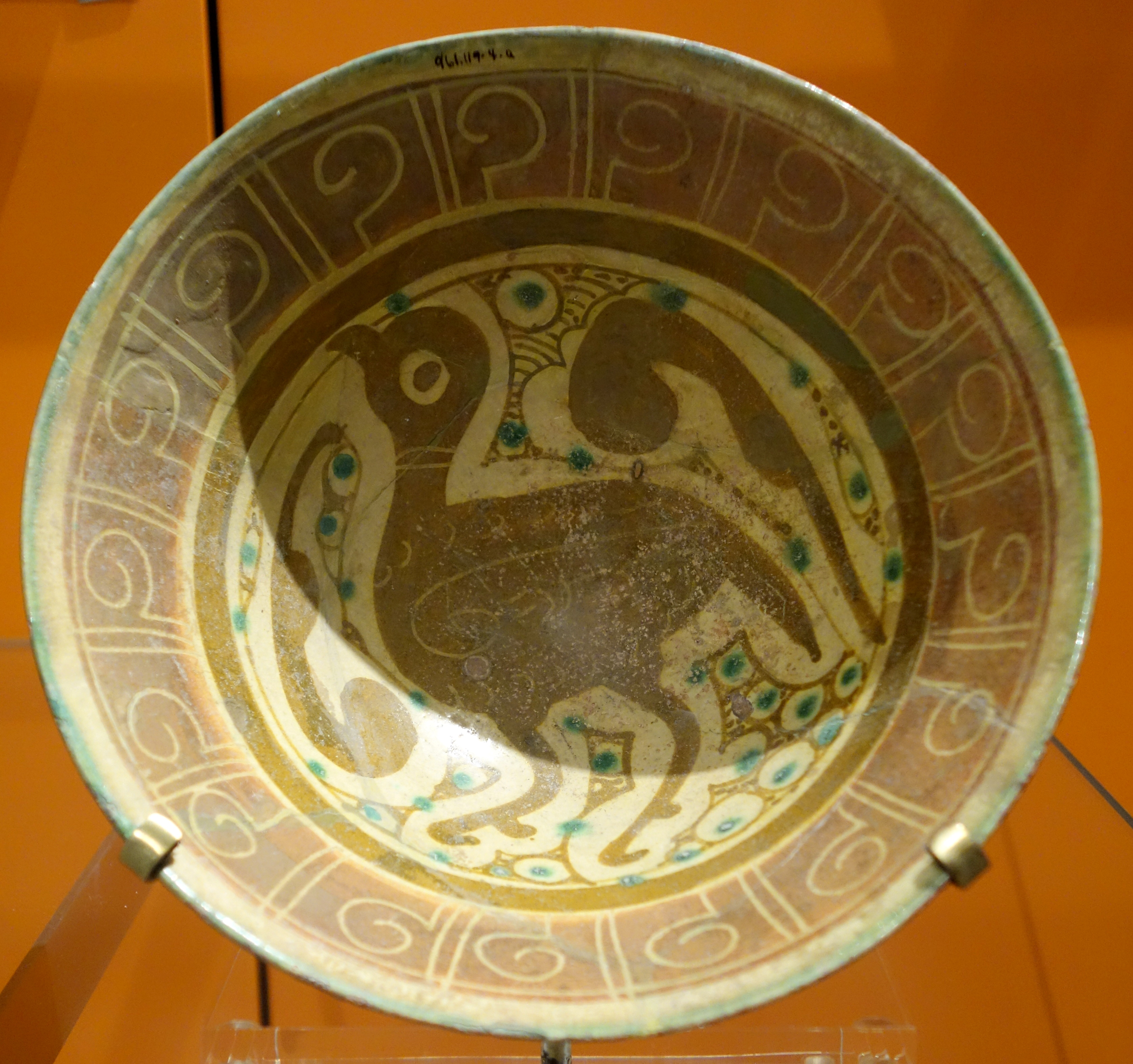
از سفال‌های نیشابور، پرنده‌ای همراه واوک

استفادهٔ بیش از اندازه از این نشان در نوشته‌های فارسی دوران معاصر به‌ویژه ویرگولی که به اشتباه میان نهاد و گزاره قرار می‌گیرد اعتراض برخی از نویسندگان را برانگیخته است. مثلاً جملهٔ زیر را در نظر بگیرید: «کارهایی که او انجام می‌دهد، شایستهٔ یک مدیر نیست». پس از «می‌دهد» ویرگول آمده که کاملاً زائد و غلط است.

## یادداشت
1. ↑  بارسالار
2. ↑  مشتی
3. ↑  جفتی دمپایی
4. ↑  لقمه، چونه

## مطالعهٔ بیشتر
- Child, Barbara (1992). Drafting Legal Documents (به انگلیسی). West Group.
- Truss, Lynne (2004). Eats, Shoots and Leaves (به انگلیسی). Gotham Books.